# Ніль (Саварин)
Ніль Никола́й Савари́н (19 травня 1905, Старий Самбір, Галичина — 8 січня 1986, Едмонтон, Канада) — церковний діяч, василіянин, єпископ Української греко-католицької церкви в Канаді, дійсний член НТШ (з 1954).

## Біографія
Народився в Старому Самборі в родині Василя і Анни Сигерич.
Початкову освіту здобув у рідному місті, де розпочав і гімназійні студії, а продовжив у Перемишлі. 28 серпня 1922 р. вступив до Василіянського Чину на новіціят у Крехові. Після перших обітів навчався в монастирських школах у Галичині (філософії в Добромилі, богослов'я в Кристинополі і Львові). Ієрейські свячення отримав 23 серпня 1931 р. з рук Перемишльського єпископа Йосафата Коциловського, ЧСВВ. У 1932 р. переїхав до Канади, де був призначений ігуменом монастиря і професором василіянських студентів у Мандері.
3 квітня 1943 р. призначений єпископом-помічником апостольського екзарха Канади Василя Ладики у Вінніпезі, а єпископські свячення отримав 1 липня того ж року в катедрі св. Михаїла в Торонто. Святителями були єпископи Василь Ладика, Амвросій Сенишин і архієпископ Джеймс Чальз МакҐіґан.
З 19 січня 1948 р. — апостольський екзарх Західної Канади з осідком в Едмонтоні, з 3 листопада 1956 р. — едмонтонський єпарх. Розбудував єпархію (вона нараховує нині близько 64 священників, 85 церков, 40 парохій і близько 100 місійних станиць), заснував єпархіальну бібліотеку і музей. Праці з історії українського поселення в Канаді й інші, редактор «Пам'ятної книги у 50 річницю поселення українців у Канаді» (1941).
Помер 8 січня 1986 року. Похований на цвинтарі святого Михаїла в Едмонтоні.